# Chris Griffin
Christopher Cross "Chris" Griffin é um personagem fictício da série animada de televisão Family Guy (Uma Família da Pesada). Ele é o segundo dos três filhos de Peter e Lois Griffin e também é o irmão mais velho de Stewie Griffin e o irmão mais novo de Megan Griffin. Ele é dublado na versão original em inglês pelo ator, produtor e escritor americano Seth Green. No Brasil, foi dublado por Marcos Hailer até a 3.ª temporada, substituído por Yuri Chesman a partir da 4.ª temporada. e apareceu pela primeira vez na televisão, junto com o resto da família Griffin, no episódio "Death Has a Shadow" (A Morte Tem uma Sombra) em 31 de janeiro de 1999.
Chris Griffin foi criado e desenhado pelo criador da série, Seth MacFarlane, que foi convidado a apresentar um piloto para a Fox Broadcasting Company. O episódio piloto da série foi baseado em The Life of Larry e Larry & Steve, dois curtas feitos por MacFarlane que apresentavam um homem de meia-idade chamado Larry e um cachorro intelectual, Steve. Chris foi baseado em Milt, o personagem adolescente de The Life of Larry. Chris é um menino adolescente com excesso de peso, cabelos loiros longos e desgrenhados e pele média. Ele veste uma camiseta azul, calça de moletom preta, tênis branco com listras vermelhas e um boné de beisebol laranja com preto nas costas. Seu rosto é semelhante ao de seu pai, tendo o mesmo tipo de olhos, nariz e queixo. Nas três primeiras temporadas, ele usava brincos de argola dourados.
Originalmente concebido como um adolescente um tanto gregário, mas pouco inteligente, Chris se tornou mais estranho e idiota ao longo do show. As piadas recorrentes na série envolvendo Chris incluem a existência de um 'Macaco Mau' em seu armário (embora mais tarde seja revelado que o macaco não é mau), sua masturbação frequente e seu admirador pervertido, o idoso Herbert, que cobiça e repetidamente tenta atacá-lo durante todo o programa.